# Чаченгсау
Чаченгсау (тайск. ฉะเชิงเทรา) — город в Таиланде, столица одноимённой провинции.

## География
Город находится примерно в 62 км к востоку от Бангкока. Расположен на правом берегу реки Бангпаконг.

## Население
По состоянию на 2015 год население города составляет 39 558 человек. Плотность населения - 3100 чел/км². Численность женского населения (52,8%) превышает численность мужского (47,2 %).